# Distretto di Karagwe
Il distretto di Karagwe (in inglese Karagwe District) è un distretto della regione del Kagera, in Tanzania. Confina a nord con l'Uganda, a est col distretto rurale di Bukoba, a sudest col distretto di Muleba, a sud col distretto di Ngara e a ovest col Ruanda. Il confine con il Ruanda è segnato dal fiume Kagera.

## Storia
Nel XIX secolo, quando gli Europei iniziarono l'esplorazione dell'entroterra dell'Africa orientale, Karagwe era un piccolo regno; i mercanti provenienti dalla costa vi si spingevano per scambiare sale, pepe, arance, rame e miglio con i prodotti locali. A partire dalla metà del secolo Karagwe divenne anche un importante centro per il commercio degli schiavi.
Nell'ultimo decennio del XIX secolo la regione di Karagwe fu duramente colpita da una epidemia di vaiolo che decimò la popolazione. Nello stesso periodo scoppiarono guerre intestine fra i diversi gruppi tribali, che terminarono solo con l'avvento dell'autorità coloniale tedesca, insediatasi a Bukoba negli ultimi anni del secolo. Sotto il controllo dei tedeschi prima e degli inglesi poi furono create numerose coltivazioni di caffè.

## Suddivisione amministrativa
Il distretto è diviso nelle seguenti circoscrizioni (wards), tra parentesi gli abitanti (censimento 2022):
1. Bugene (26 608)
2. Bweranyange (23 164)
3. Chanika (18 574)
4. Chonyonyo (18 596)
5. Igurwa (12 522)
6. Ihanda (7 990)
7. Ihembe (9 871)
8. Kamagambo (22 839)
9. Kanoni (23 140)
10. Kayanga (28 248)
11. Kibondo (12 965)
12. Kihanga (19 713)
13. Kiruruma (15 923)
14. Kituntu (12 194)
15. Ndama (6 513)
16. Nyabiyonza (12 325)
17. Nyaishozi (13 759)
18. Nyakabanga (19 947)
19. Nyakahanga (15 979)
20. Nyakakika (19 457)
21. Nyakasimbi (16 364)
22. Rugera (11 010)
23. Rugu (18 043)